# Moritz Hilf

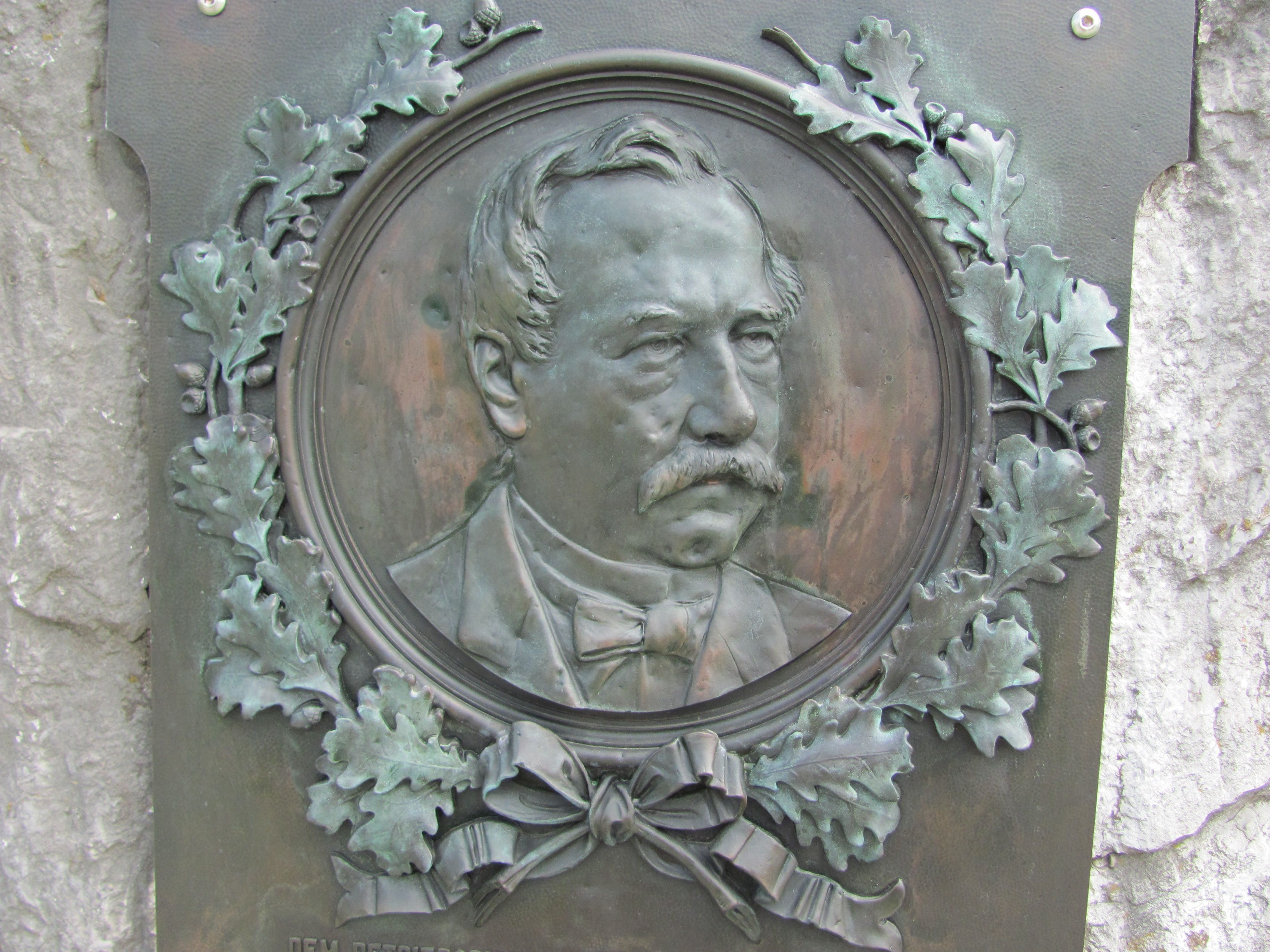
Moritz Hilf

Moritz Hilf (* 14. Dezember 1819 in Limburg an der Lahn; † 16. Oktober 1894 in Wiesbaden) war ein deutscher Eisenbahn-Bauingenieur und Eisenbahnpionier.

## Leben
Moritz Hilf war der Sohn des Bäckermeisters Peter Wilhelm Hilf und dessen Ehefrau Maria Josepha Albrecht, einer Tochter des Malers Theodor Albrecht. Er widersetzte sich der elterlichen Absicht, das Bäckerhandwerk zu erlernen, und konnte mit der Hilfe seines Onkels Philipp Jakob Albrecht, Maler am Hof des Herzogs Wilhelm I. von Nassau in Wiesbaden, seine Schulausbildung abschließen. Nach ersten beruflichen Erfahrungen studierte er von 1842 bis 1844 am Polytechnikum in Karlsruhe.

## Familie
Moritz Hilf war Bürger von Usingen. Am 22. September 1850 heiratete er in Massenheim Bertha Eleonore Winter (* 26. Mai 1825, in Höchst; † 10. Dezember 1902, Wiesbaden), die Tochter von Georg und Ludovike Winter. Georg Winter war Landesoberschultheiß im damals nassauischen Höchst, heute: Frankfurt-Höchst. Aus dieser Ehe gingen hervor:
- Moritz Peter Joseph (* 16. November 1850, Mainz), Arzt und Entomologe in Bosnien
- Adolf (* 26. Januar 1854, Edesheim; † 9. August 1862)
- Philipp Wilhelm Theodor (* 1. September 1855, Edesheim; † 15. Oktober 1921, München), Kaufmann und Bergwerksunternehmer
- Georg Friedrich Wilhelm (* 21. März 1864; † 25. August 1926, Wiesbaden), Jurist, Amtsrichter in Rüdesheim am Rhein

## Eisenbahningenieur

### Berufsanfang und Pfalzbahnen
Zu Beginn seiner Berufstätigkeit arbeitete Hilf als Geodät und Techniker beim Bau der 1840 eröffneten Taunus-Eisenbahn von Frankfurt am Main nach Wiesbaden, der von Paul Camille von Denis geleitet wurde. Denis übernahm 1844 Planung und Bau der Pfälzischen Ludwigsbahn von der Rheinschanze nach Bexbach, dem damaligen bayerisch / preußischen Grenzbahnhof. Er nahm Moritz Hilf für das Projekt unter Vertrag. Hilf zog nach Neustadt an der Weinstraße, von wo aus er als Ingenieur einen Bauabschnitt leitete. Im Anschluss plante und baute er an der Pfälzischen Maximiliansbahn von Neustadt an der Weinstraße nach Weißenburg mit, wozu er nach Edesheim umzog. Für weitere Arbeiten an der Pfälzischen Ludwigsbahn erfolgte wieder ein Umzug nach Zweibrücken.

### Nassau

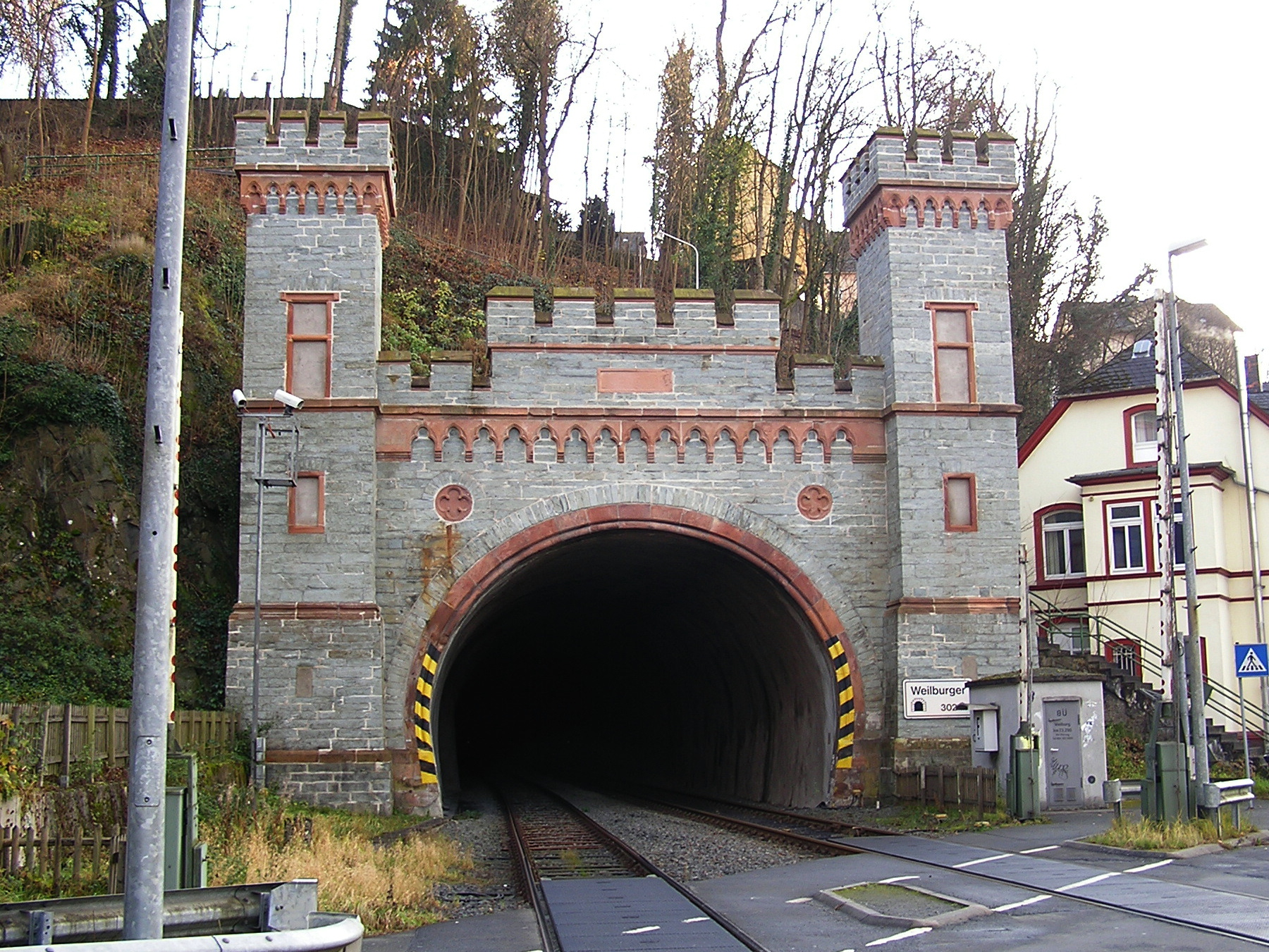
Weilburger Tunnel der Lahntalbahn

Nach erheblichen Schwierigkeiten, die der leitende Ingenieur beim Bau der rechten Rheinstrecke der Nassauischen Rheinbahn, insbesondere beim Loreley-Tunnel hatte, wurde Moritz Hilf zum 1. April 1857 als Chefingenieur berufen, zunächst nur provisorisch, ab Oktober 1858 im nassauischen Staatsdienst als Baurat. Er siedelte dazu mit seiner Familie zunächst nach Rüdesheim am Rhein um und noch vor 1860 nach Wiesbaden. Die Arbeiten an der rechten Rheinstrecke machten unter seiner Leitung schnelle Fortschritte. Ab 1860 war er auch für die Planung und den Bau der Lahntalbahn verantwortlich, die er von Limburg aus vornahm. Insbesondere begradigte er die dem gewundenen Lauf der Lahn folgende Trassenführung, die seine Vorgänger vorgeschlagen hatten, um einen wirtschaftlicheren Betrieb der Bahn sicherzustellen und nahm dafür eine höhere Zahl von Kunstbauten in Kauf. Die erforderlichen neun Gitterbrücken über den Fluss entwarf er zum Teil selbst. Auch die Wahl von Limburg als Standort für das zentrale Ausbesserungswerk an der Strecke geht auf ihn zurück. Als 1862 der Betrieb der Bahn bis Limburg aufgenommen werden konnte, wurde Moritz Hilf zum Ehrenbürger seiner Geburtsstadt ernannt.
Mit Gründung der Nassauischen Staatsbahn 1861, die die Eisenbahnstrecken im Herzogtum Nassau übernahm, wurde Moritz Hilf zu deren erstem technischen Direktor ernannt. Außerdem war er Mitglied der Prüfungskommission für Straßen-, Brücken- und Wasserbau.

### Preußen
Im Deutschen Krieg, den Nassau an der Seite Österreichs 1866 gegen Preußen und seine Verbündeten verlor und der zu dessen Annexion durch Preußen führte, verhinderte Moritz Hilf durch eine Intervention bei Herzog Adolph von Nassau, dass die Tunnel der Lahnbahn vor den anrückenden Preußen gesprengt wurden. Preußen übernahm die Nassauische Staatsbahn als eigene Eisenbahndirektion, Moritz Hilf blieb in seiner Funktion und die neue Direktion erhielt zusätzlich noch die Taunus-Eisenbahn und die in Höchst abzweigende Nebenstrecke der Sodener Bahn unterstellt. Ab 1868 war er mit der Planung und dem Bau der ersten Abschnitte der Aartalbahn (Diez–Zollhaus) und der Strecke Limburg–Altenkirchen (Oberwesterwaldbahn) bis Hadamar beauftragt. Auch die Planungen der Main-Lahn-Bahn (Frankfurt–Limburg), ein Projekt der privaten Hessischen Ludwigsbahn (HLB), beruhen auf Planungen von Moritz Hilf.
Als die Königliche Eisenbahndirektion Wiesbaden 1880 aufgelöst wurde, entschied er sich gegen eine weitere Karriere in der Königlichen Eisenbahndirektion Frankfurt, begnügte sich vielmehr mit der Leitung des Eisenbahnbetriebsamtes Wiesbaden.
Zum 1. April 1892 wurde Moritz Hilf mit mehr als 72 Jahren als Geheimer Regierungsrat pensioniert. Er erkrankte bald, so dass er an der Eröffnung der letzten auf seiner Planung beruhenden Strecke, des Lückenschlusses der Aartalbahn zwischen Zollhaus und Langenschwalbach, am 1. Mai 1894 nicht mehr teilnehmen konnte. Am 16. Oktober 1894 verstarb er in Wiesbaden.

## Arbeiten

### Eisenbahnstrecken
Eisenbahnstrecken, die Moritz Hilf geplant und/oder an denen er mitgebaut hat:
- Taunus-Eisenbahn (Frankfurt am Main–Wiesbaden), 1840 eröffnet
- Pfälzische Ludwigsbahn (Ludwigshafen–Bexbach Saarbrücken), eröffnet 1849
- Pfälzische Maximiliansbahn (Neustadt an der Weinstraße–Wissembourg/Weißenburg), 1855 Eröffnung des ersten Bauabschnitts: Neustadt – Landau
- Nassauische Rheinbahn (Wiesbaden–Oberlahnstein), 1857–1863
- Lahntalbahn (Oberlahnstein–Bad Ems–Limburg–Wetzlar), eröffnet 1863
- Aartalbahn (Wiesbaden–Diez), erster Abschnitt (Diez–Zollhaus): 1886–1889, zweiter Abschnitt (Wiesbaden–Langenschwalbach): 1868–1870, dritter Abschnitt (Zollhaus–Langenschwalbach): 1892–(1894)
- Oberwesterwaldbahn (Limburg–Hadamar), 1868–1870
- Main-Lahn-Bahn (Frankfurt–Limburg), Projekt der HLB, ab 1872

### Andere Arbeiten

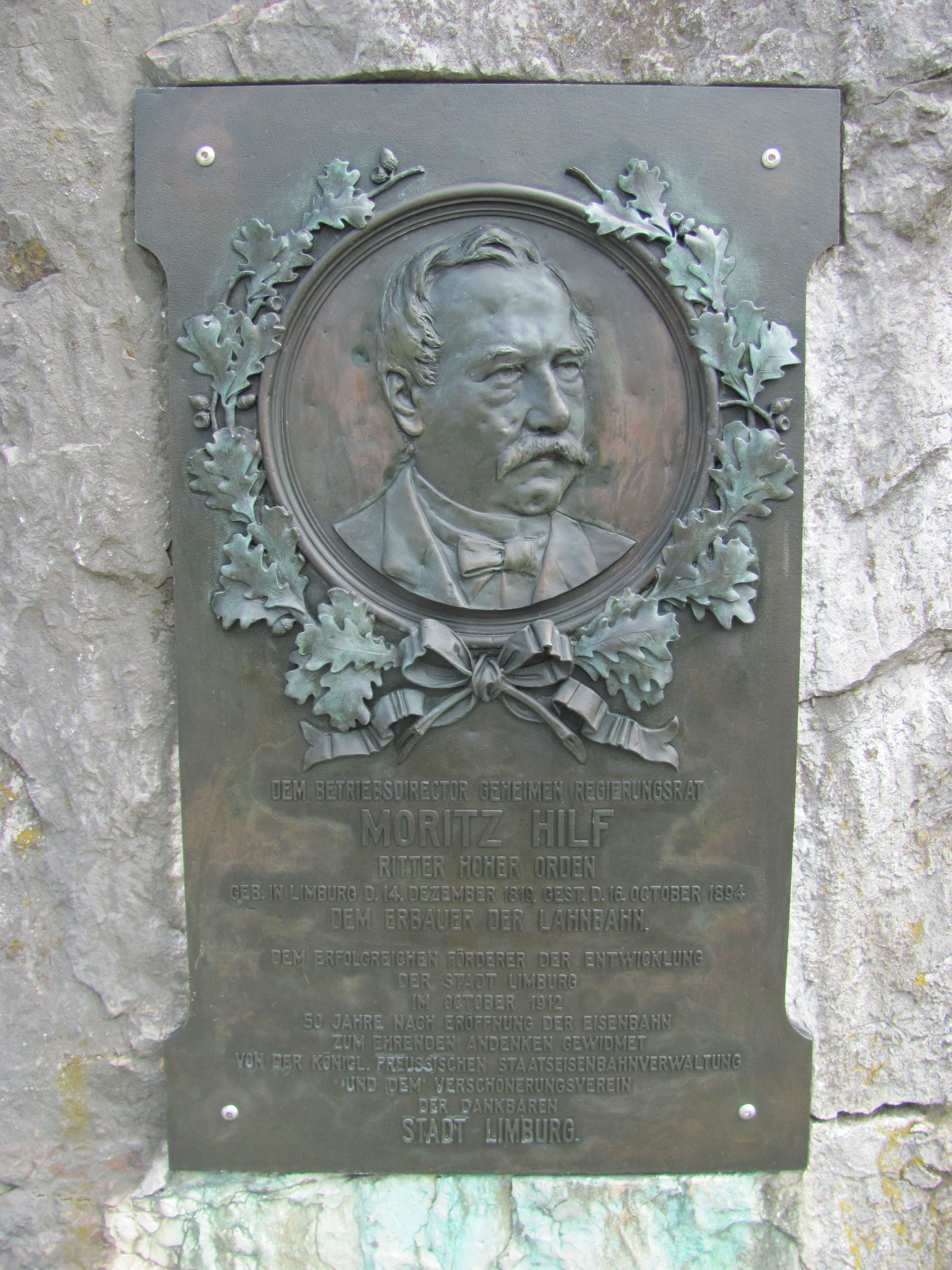
Denkmal für Moritz Hilf vor dem Bahnhof Limburg (Lahn)

- 1857/1858 wurde nach einem Entwurf von Moritz Hilf in Niederselters ein achteckiger gusseiserner Pavillon errichtet, um darin das Quellwasser, das in Krügen verkauft wurde, hygienisch einwandfrei abfüllen zu können.
- Ab 1864 entwickelte er einen eisernen Langschwellen-Oberbau „System Hilf“, der statt der üblichen Querschwellen bei der Eisenbahn Längsschwellen vorsah. Die erwarteten geringeren Kosten in der Unterhaltung dieser Art des Oberbaus traten aber nicht ein und bei steigenden Geschwindigkeiten und Lasten im Eisenbahnverkehr erwies sich das System als nicht ausreichend für die auftretenden Belastungen. Etwa 800 km Bahnstrecke sollen in Deutschland und Belgien vorübergehend mit diesem Oberbau versehen worden sein.

## Nachwirkungen

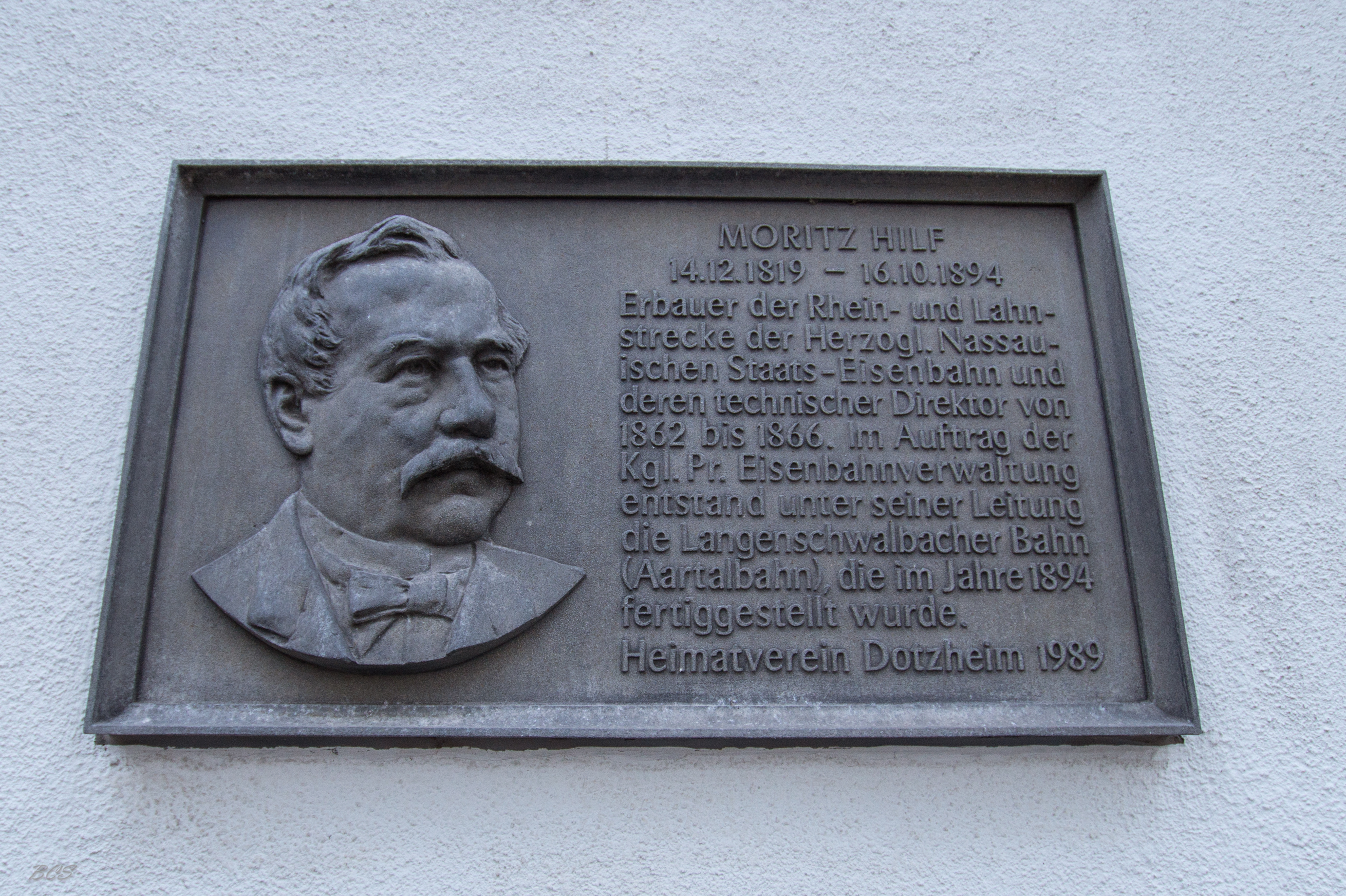
Gedenktafel am Moritz-Hilf-Platz am Bahnhof Wiesbaden-Dotzheim

Am 26. Oktober 1912 wurde auf dem Vorplatz des Bahnhofs Limburg ein Denkmal für Moritz Hilf aufgestellt. Anlass war das 50-jährige Jubiläum seiner Ernennung zum Ehrenbürger von Limburg. Dort wurde die Moritz-Hilf-Straße nach ihm benannt und in Wiesbaden erhielt der Bahnhofsvorplatz des Bahnhofs Wiesbaden-Dotzheim den Namen Moritz-Hilf-Platz.

## Weitere Informationen
- Museum im Grafenschloss, Diez: Sonderausstellung „150 Jahre Lahntalbahn“ vom 2. Oktober bis 19. Dezember 2012